# Plectrohyla psiloderma
Espèce
Statut de conservation UICN

 EN B1ab(iii) : En danger
Plectrohyla psiloderma est une espèce d'amphibiens de la famille des Hylidae.

## Répartition
Cette espèce se rencontre, :
- sur la cordillère de Celaque dans le département de Lempira dans l'ouest du Honduras ;
- dans département de Chalatenango dans le nord du Salvador.

## Publication originale
- McCranie & Wilson, 1999 : Description of a new species of Plectrohyla from Cerro Celaque, Honduras, formerly referred to Plectrohyla glandulosa (Amphibia, Anura, Hylidae). Senckenbergiana biologica, vol. 78, p. 231-236.